# Road Salt One
Road Salt One, znany także jako Road Salt – Ivory – siódmy album studyjny szwedzkiego progresywnometalowego zespołu Pain of Salvation, wydany w większości krajów Europy 17 maja 2010 roku, nakładem wytwórni InsideOut Music.

## Lista utworów
| Nr  | Tytuł utworu               | Długość |
| --- | -------------------------- | ------- |
| 1.  | „No Way”                   | 5:25    |
| 2.  | „She Likes to Hide”        | 2:56    |
| 3.  | „Sisters”                  | 6:13    |
| 4.  | „Of Dust”                  | 2:32    |
| 5.  | „Tell Me You Don't Know”   | 2:41    |
| 6.  | „Sleeping Under the Stars” | 3:36    |
| 7.  | „Darkness of Mine”         | 4:14    |
| 8.  | „Linoleum”                 | 4:54    |
| 9.  | „Curiosity”                | 3:32    |
| 10. | „Where it Hurts”           | 4:50    |
| 11. | „Road Salt”                | 3:02    |
| 12. | „Innocence”                | 7:11    |
|     |                            | 51:06   |

## Twórcy

### Członkowie Pain of Salvation
- Daniel Gildenlöw – wokal, gitara elektryczna, akustyczna, bezprogowa, gitara basowa w utworach 2-11, organy, pianino, mandolina, lutnia, bałałajka, perkusja w utworach 2-6, keyboard
- Fredrik Hermansson – pianina – akustyczne i elektryczne, organy, melotron, inne instrumenty klawiszowe
- Johan Hallgren – gitara elektryczna w utworach: 1, 3, 7-10 i 12, wokal
- Léo Margarit – perkusja, wokal

### Goście
- Jonas Reingold – gitara basowa w "No Way"
- Gustaf Hielm – gitara Basowa w "Innocence"
- Mihai Anton Cucu – skrzypce w "Sisters" oraz "Innocence"
- Camilla Arvidsson – skrzypce w "Sisters" oraz "Innocence"
- Kristina Ekman – altówka w "Sisters" oraz "Innocence"